# Мехсана (округ)
Мехса́на (гудж. મહેસાણા જિલ્લો; англ. Mehsana) — округ в индийском штате Гуджарат. Образован в 1994 году из части территории округа Ситамархи. Административный центр — город Мехсана. Площадь округа — 4386 км². По данным всеиндийской переписи 2001 года население округа составляло 1 837 892 человека. Уровень грамотности взрослого населения составлял 75,22 %, что значительно выше среднеиндийского уровня (59,5 %). Доля городского населения составляла 22,40 %.
Один из известных уроженцев округа — йогин Прахлад Джани.